# Seleção Peruana de Rugby Union
A Seleção Peruana de Rugby Union é a equipe que representa o Peru em competições internacionais de Rugby Union.

## História
Em 1958, o Peru, juntamente com a Argentina, Uruguai e Chile participou do primeiro Campeonato Sul-Americano de Rugby Union, realizada em Santiago, Chile. Como ainda não havia IRB ou outra união internacional de rugby union no momento, a participação não foi oficialmente aceita pelas autoridades do esporte peruano. Somente 39 anos depois foi formada a Union Peruana de Rugby.
Em setembro de 1999, a seleção peruana participou na sua primeira competição oficial internacional: o Primeiro Sulamericano Sub-21, em Assunção, Paraguai.

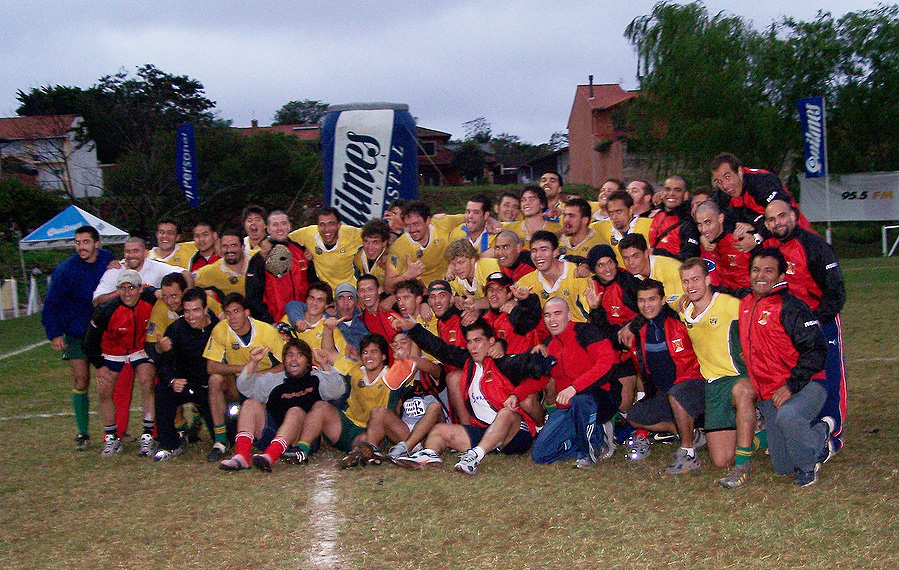
Seleção Brasileira e Seleção Peruana.

Em Novembro de 2000, o time adulto do Peru participou do primeiro Campeonato Sul-Americano B, em São Paulo, no Brasil, com o Brasil e a Venezuela.
Em 2001, jogou as Eliminatórias da Copa do Mundo de Rugby Union de 2003, contra o Brasil, Venezuela e Colômbia. Sua empate em casa com a Colômbia foi o primeiro resultado favorável em casa, em uma partida oficial IRB.
Em 2007, no Campeonato Sul-Americano B, Los Tumis terminaram na segunta colocação, atrás do campeão Brasil e a frente da Colômbia e da Venezuela.

## Confrontos
Registro de confrontos contra outras seleções
| Adversário | Jogos | Vitórias | Empates | Derrotas | Pontos feitos | Pontos sofridos | Aproveitamento (%) |
| ---------- | ----- | -------- | ------- | -------- | ------------- | --------------- | ------------------ |
| Argentina  | 1     | 0        | 0       | 1        | 0             | 44              | 0%                 |
| Brasil     | 8     | 0        | 0       | 8        | 46            | 380             | 0%                 |
| Chile      | 2     | 0        | 0       | 2        | 6             | 62              | 0%                 |
| Colômbia   | 7     | 4        | 0       | 3        | 131           | 106             | 57,1%              |
| Costa Rica | 1     | 1        | 0       | 0        | 31            | 3               | 100%               |
| Paraguai   | 3     | 0        | 0       | 3        | 3             | 213             | 0%                 |
| Uruguai    | 1     | 0        | 0       | 1        | 6             | 10              | 0%                 |
| Venezuela  | 8     | 3        | 0       | 5        | 122           | 234             | 37,5%              |
| Total      | 31    | 8        | 0       | 23       | 345           | 1052            | 25.8%              |